# Воробьёв, Алексей Владимирович (артист)
Алексе́й Влади́мирович Воробьёв, известен также как Alex Sparrow (род. 19 января 1988, Тула, СССР) — российский актёр кино и дубляжа, кинорежиссёр, сценарист, кинопродюсер, кинокомпозитор, монтажёр, певец, музыкант и телеведущий. Автор таких хитов, как «Сумасшедшая», «Я тебя люблю», «Всегда буду с тобой» и «Самая красивая», а также сценариев к клипам на эти песни и самих клипов на них.

## Биография

### Ранние годы
Родился 19 января 1988 года в Туле. Отец Владимир Викторович Воробьёв — начальник охраны на предприятии, мать - Надежда Николаевна Воробьёва, домохозяйка. 
В детстве занимался футболом, играл за тульскую юношескую команду. Хотел связать своё будущее с этим видом спорта, но выбрал музыку в качестве своей будущей профессии. У него есть старший брат Сергей и младшая сестра Галина. Сергей учился в музыкальной школе играть на аккордеоне, а Галина — на фортепиано.

### Музыкальная карьера
Как ученик музыкального колледжа по классу аккордеона, Воробьёв с детства неоднократно выступал на различных конкурсах. После окончания обучения принял решение поступить в музыкальное училище на вокальное отделение.
Был солистом тульского фольклорного ансамбля «Услада». В 2005 году стал победителем IV молодёжных Дельфийских игр России в номинации «Народное пение» и получил золотую медаль за сольное исполнение. В том же году прошёл кастинг телеконкурса «Секрет успеха». Дойдя до финала, занял третье место. Затем переехал в Москву и поступил в Государственное музыкальное училище эстрадно-джазового искусства. В 2006 году подписал договор с Universal Music Russia. В июле 2006 года во время саммита «Большой восьмёрки», проходившего в Санкт-Петербурге, был одним из исполнителей гимна проекта «Юношеская восьмёрка», а также выступил на концерте во время церемонии его закрытия.
В 2007 году на четвёртой церемонии MTV Russia Music Awards Воробьёв получил премию «Открытие MTV».
В феврале 2008 года получил приз «Звуковая дорожка» МК в номинации «Музыка и кино».
В 2008 году во время отбора на конкурс песни Евровидение 2008 со своей песней «Новая русская Калинка» занял пятое место в итоговом зачёте. Впрочем, по словам некоторых экспертов, его песня заведомо нарушала правила конкурса: использовать прямо слова народных песен в композиции нельзя, поэтому в случае победы Воробьёв не мог поехать представлять Россию на конкурсе.
В 2009 году снова попал в число финалистов национального отбора на конкурс песни «Евровидение» с песней «Ангелом быть».
В 2011 году подписал контракт с музыкальным продюсером RedOne, известным по работе с Lady Gaga, Энрике Иглесиасом, Ашером и другими. Согласно контракту, Воробьёв выступал под псевдонимом Алекс Спарроу (Alex Sparrow), что является почти дословным переводом фамилии музыканта.

#### Участие в Евровидении
В 2011 году Воробьёв представлял Россию на «Евровидении» в Дюссельдорфе. Участие исполнителя в конкурсе сопровождалось рядом инцидентов, вызвавших широкий резонанс.
Перед участием на конкурсе в интервью журналу «Тайны звёзд» певец сделал ряд комментариев в адрес представителей секс-меньшинств, среди которых конкурс пользуется большой популярностью: «Если вы услышите или прочитаете, что на „Евровидении“ Воробьёв „отметелил ни в чём не повинного человека“, знайте: это кто-то из геев пытался ко мне приставать. И был тут же награждён ударом в дыню!»
Воробьёв обвинил своего соперника по конкурсу из Швеции, Эрика Сааде, в плагиате. В частности, представители Воробьёва заявили, что шведы «украли» номер со стеклом, придуманный группой российского конкурсанта для выступления на ежегодной церемонии Russian Music Awards. Представители шведского конкурсанта опровергли эти обвинения. Также отмечается, что «номер со стеклом» до Воробьёва делали Jonas Brothers, Деспина Ванди и другие.
Завершая выступление в первом полуфинале 10 мая, Воробьёв неожиданно прокричал в микрофон «С днём Победы!». Как было заявлено позже, эта реплика, вызвавшая неоднозначную реакцию, не звучала на репетициях, а была спонтанной.
В тот же день, во время объявления результатов голосования, вышедший в финал певец в прямом эфире прокричал в камеру: «Это Россия! Это Россия, б***ь, Иди сюда, б***ь, Смотри в глаза, б***ь», после чего поцеловал объектив камеры. Своё негативное отношение к подобному поведению высказали многие российские журналисты и артисты, среди которых телеведущие Артём Королёв и Анфиса Чехова, актриса и продюсер Анастасия Калманович, певец Сергей Лазарев, обозреватели Ирина Петровская и Леонид Флорентьев.
В конечном итоге Воробьёв занял 16-е место, набрав при этом 77 баллов (с учётом голосования жюри). Это стало одним из худших результатов для России за историю её участия. Российскими исполнителями, занявшими более низкую позицию, были только Филипп Киркоров — 17 место и Юлия Самойлова — 15 место полуфинала.

### Кино и телевидение
Свою карьеру в кинематографе начал в 2006 году со съёмок в телесериале «Мечты Алисы». Весной 2008 года окончил Государственное музыкальное училище эстрадно-джазового искусства и поступил в Школу-студию МХАТ на курс Кирилла Серебренникова. В 2010 году прекратил обучение из-за большой занятости.
В 2010 году участвовал в реалити-шоу «Жестокие игры», где вышел в финал и занял второе место. В том же году принял участие в телешоу «Лёд и пламень», где стал победителем в паре с фигуристкой Татьяной Навкой. В ходе проекта Воробьёв сломал руку, но не отказался от дальнейшего участия, продолжив выступать с загипсованной рукой.
3 марта 2012 года, в Тульском академическом театре драмы на закрытии XII Российского кинофестиваля комедии «Улыбнись, Россия!», получил приз президента фестиваля Аллы Суриковой за «Лучшую мужскую роль», за роль в фильме «Самоубийцы». В том же году Воробьёв снялся в сериале «Деффчонки» на ТНТ, сыграв роль Сергея Звонарёва. Также в данном телесериале были и его песни.
В 2014 году дебютировал в качестве кинорежиссёра, сняв короткометражный фильм «Папа», историю о том, как после смерти любимой дочери отец сходит с ума, будучи не в состоянии пережить потерю. Картина получила приз за «Лучший короткий иностранный фильм» на американском фестивале Action On Film Festival и приз за лучший дебют «Рубиновый Феникс» имени Юрия Гагарина на фестивале «Золотой Феникс» в Смоленске. В этом фильме Воробьёв является также автором сценария, композитором и монтажёром.
С 12 марта 2016 года принимал участие в четвёртом сезоне шоу «Холостяк» на ТНТ.
Снялся в роли бисексуального танцора-кокаинщика без моральных ценностей, уволенного из нью-йоркского театра балета, в 3 и 4 сезонах сериала «Нереально».
В 2018 году был одним из ведущих телевизионного конкурса юных талантов «Синяя птица» на телеканале «Россия-1».
В 2018 году снялся в рекламе крема от прыщей «Базирон АС», в 2019 году — в рекламе «Сбербанка». В 2020 году — участник рекламной акции «Битва завтраков в „Пятёрочке“».
В 2020 году был приглашённым гостем новогоднего выпуска музыкально-развлекательного шоу «Маска» на НТВ в образе Шампанского.
18 марта 2022 года стал ведущим нового развлекательного шоу на НТВ - «Страна талантов».
В 2022 году принял участие в шоу «Маска» на НТВ в образе Монстрика и занял 3-е место.
В 2023 году стал членом жюри в четвертом сезоне шоу «Маска».
В 2024 году стал членом жюри в третьем сезоне шоу «Фантастика» на Первом канале. 
По состоянию на январь 2025 года чуть не попал в пожары в Калифорнии (США), находясь на новогодних каникулах, при этом постоянно проживает в Москве (РФ).

### Взгляды и общественная деятельность
В 2008 году начал сотрудничать с проектом «Dance4Life». Также Алексей несколько лет являлся Послом доброй воли ООН по борьбе со СПИДом.
В интервью 2012 года Воробьёв утверждал, что не участвует в политической агитации и не ходит на выборы, заявив: «Это не моё дело, кто будет править моей страной».
В 2014 году выступал за освобождение сотрудников российского канала LifeNews Олега Сидякина и Марата Сайченко, задержанных на несколько дней украинскими силовиками.
В 2016 году Воробьёв записал ролик с критикой в адрес Алексея Навального, выпустившего расследование о первом зампреде правительства Игоре Шувалове.
Участвовал в митинге-концерте в поддержку кандидатуры Владимира Путина на президентских выборах 2018 года.
Также выступал на концерте в поддержку российских военных в Сирии, на празднике в честь годовщины образования сепаратистской Донецкой Народной Республики в Донецке, на митинге-концерте в честь аннексии Крыма Россией.

### Личная жизнь
В 2008 году познакомился с актрисой театра «Табакерка» Анной Чиповской, ухаживал за ней больше года, но позже пара рассталась.
Встречался с актрисой Оксаной Акиньшиной. Они расстались в начале мая 2011 года.
В августе 2011 начался роман с певицей Викторией Дайнеко, однако они расстались в мае 2012 года.
Жена (с апреля 2025 года)  — Аида Гарифуллина, оперная певица, заслуженная артистка России.

### Болезнь
В начале июля 2012 года, в Италии, во время съёмок фильма о флорентийском футболе «I Calcianti» Воробьёв был экстренно госпитализирован. Во время сцены массовой драки актёр, который играл выходца из России по прозвищу Бимбо, отказавшись при этом от услуг каскадёра, получил сильный удар по голове. В бессознательном состоянии Воробьёва доставили в один из госпиталей Флоренции. Проведя в больнице более суток, актёр сбежал, чтобы быстрее вернуться к работе.
В конце января 2013 года СМИ распространили новость об автомобильной аварии, произошедшей на одной из дорог Лос-Анджелеса, в результате которой левая половина тела Воробьёва оказалась частично парализованной.  
«Сейчас Алексей идёт на поправку…. Он некоторое время назад вышел из клиники и сейчас активно занимается реабилитацией. Врачи говорят, что его возраст, физическая подготовка и отсутствие вредных привычек помогают ему и состояние улучшается настолько хорошо, насколько это вообще возможно», — Катерина Гечмен-Вальдек.

## Дискография

### Студийные альбомы
| Название            | Информация                                                      | Примечание |
| ------------------- | --------------------------------------------------------------- | --- |
| Детектор лжи        | - Релиз: 2011 - Лейбл: Союз - Формат: CD • Цифровая дистрибуция | \| № \| Название \| Длительность \| \| ------------------- \| ------------------------------- \| ------------ \| \| 1. \| «Реалити» \| 4:23 \| \| 2. \| «Аккордеон» \| 2:59 \| \| 3. \| «HEYYYY!!!!!» \| 3:09 \| \| 4. \| «Не вдвоём» \| 3:54 \| \| 5. \| «Скучаю» \| 3:20 \| \| 6. \| «Между мною и тобой» \| 3:20 \| \| 7. \| «До свидания» \| 3:14 \| \| 8. \| «Зараза» \| 0:56 \| \| 9. \| «Целуй меня» \| 2:41 \| \| 10. \| «Красивая пьеса» \| 3:35 \| \| 11. \| «Не смотри вниз» \| 3:57 \| \| 12. \| «Night Butterfly» \| 2:33 \| \| 13. \| «Скажи мне да» \| 2:52 \| \| 14. \| «Танго» \| 3:26 \| \| 15. \| «О ней» \| 3:44 \| \| 16. \| «Shout It Out» (Bonus Track) \| 3:06 \| \| 17. \| «Бам-Бам (Remix)» (Bonus Track) \| 4:01 \| \| Общая длительность: \| Общая длительность: \| 51:50 \| |
| №                   | Название                                                        | Длительность |
| 1.                  | «Реалити»                                                       | 4:23 |
| 2.                  | «Аккордеон»                                                     | 2:59 |
| 3.                  | «HEYYYY!!!!!»                                                   | 3:09 |
| 4.                  | «Не вдвоём»                                                     | 3:54 |
| 5.                  | «Скучаю»                                                        | 3:20 |
| 6.                  | «Между мною и тобой»                                            | 3:20 |
| 7.                  | «До свидания»                                                   | 3:14 |
| 8.                  | «Зараза»                                                        | 0:56 |
| 9.                  | «Целуй меня»                                                    | 2:41 |
| 10.                 | «Красивая пьеса»                                                | 3:35 |
| 11.                 | «Не смотри вниз»                                                | 3:57 |
| 12.                 | «Night Butterfly»                                               | 2:33 |
| 13.                 | «Скажи мне да»                                                  | 2:52 |
| 14.                 | «Танго»                                                         | 3:26 |
| 15.                 | «О ней»                                                         | 3:44 |
| 16.                 | «Shout It Out» (Bonus Track)                                    | 3:06 |
| 17.                 | «Бам-Бам (Remix)» (Bonus Track)                                 | 4:01 |
| Общая длительность: | Общая длительность:                                             | 51:50 |

### Мини-альбомы
| №                   | Название                                     | Длительность |
| ------------------- | -------------------------------------------- | ------------ |
| 1.                  | «Подоконник на 6-м»                          | 3:18         |
| 2.                  | «Нам было по 21»                             | 2:49         |
| 3.                  | «Я просто хочу приехать» (R'n'B версия 2019) | 2:39         |
| 4.                  | «Отдал тебе сердце» (R'n'B версия 2019)      | 3:09         |
| 5.                  | «Подоконник на 6-м» (Remix)                  | 2:55         |
| Общая длительность: | Общая длительность:                          | 13:70        |

| №                   | Название                                            | Длительность |
| ------------------- | --------------------------------------------------- | ------------ |
| 1.                  | «Пляшем я и Маша»                                   | 3:26         |
| 2.                  | «Малышка-пышка»                                     | 3:25         |
| 3.                  | «Миллионер»                                         | 4:01         |
| 4.                  | «Ненавижу тебя»                                     | 3:28         |
| 5.                  | «Я тебя люблю»                                      | 3:54         |
| 6.                  | «С Новым годом, мой ЛЧ» (совм. с Викторией Дайнеко) | 3:44         |
| Общая длительность: | Общая длительность:                                 | 20:78        |

| №                   | Название                          | Длительность |
| ------------------- | --------------------------------- | ------------ |
| 1.                  | «Дай мне своё тело»               | 3:35         |
| 2.                  | «Как в последний раз»             | 3:27         |
| 3.                  | «Колыбельная»                     | 2:57         |
| 4.                  | «Мама всё пройдёт» (feat. Френды) | 3:14         |
| Общая длительность: | Общая длительность:               | 12:33        |

| №                   | Название            | Длительность |
| ------------------- | ------------------- | ------------ |
| 1.                  | «В небо»            | 3:55         |
| 2.                  | «Художник»          | 4:39         |
| 3.                  | «Скажи прощай»      | 4:29         |
| 4.                  | «О чём ты думаешь?» | 4:04         |
| Общая длительность: | Общая длительность: | 16:27        |

### Синглы
- 2006 — «Лето»
- 2006 — «Русские забили»
- 2007 — «Алиса»
- 2007 — «Девчонка»
- 2007 — «Сейчас или никогда»
- 2008 — «Desire»
- 2008 — «Новая Русская Калинка»
- 2008 — «Тоска»
- 2008 — «Ты и я»
- 2009 — «Аккордеон»
- 2009 — «Reality»
- 2010 — «Shout It Out»
- 2010 — «Бам Бам»
- 2011 — «Get You»
- 2012 — «Будь, пожалуйста, послабее» (на стихи Р. Рождественского)
- 2012 — «Больше, чем любовь» (feat. KReeD)
- 2012 — «Всегда буду с тобой» (саундтрек к телесериалу «Деффчонки»)
- 2013 — «Золото манит нас» (feat. Бьянка)
- 2013 — «Первая» (совместно с С. Романовичем и Д. Нефёдова)
- 2013 — «Свихнуться без тебя» (feat. Виктория Дайнеко)
- 2013 — «Как в последний раз» (совместно с братом Сергеем и сестрой Галиной)
- 2013 — «Everybody TRAP»
- 2013 — «Unfakeable»
- 2013 — «Почувствуй мою любовь» (саундтрек к новогодней серии «Деффчонок»)
- 2014 — «Она и я и YEAH» (feat. Френды)
- 2014 — «Я всегда буду с тобой» (feat. Френды)
- 2014 — «Самба» (feat. Френды)
- 2014 — «Подлецу всё к лицу» (feat. Френды)
- 2014 — «Обещай мне больше не сниться»
- 2015 — «Когда растает первый снег» (совместно с Христей)
- 2015 — «#ЯВДРОВА» (feat. Френды)
- 2015 — «Сумасшедшая»
- 2015 — «Девушка лучшего друга» (feat. Френды)
- 2016 — «Смотри, как я танцую» (feat. Френды)
- 2016 — «Счастлив сегодня и здесь»
- 2016 — «Самая красивая»
- 2016 — «Ямайка»
- 2017 — «Я просто хочу приехать»
- 2017 — «Ямайка»
- 2017 — «Я тебя люблю»
- 2017 — «Я обещаю» (feat. Настя Кудри)
- 2017 — «Я полюбил её» (feat. Emin)
- 2018 — «Круглосуточно твой» (feat. Катя Блейри)
- 2018 — «Я хочу любви» (feat. Френды)
- 2018 — «Румба поцелуй»
- 2018 — «С Новым Годом, мой ЛЧ» (feat. Виктория Дайнеко)
- 2019 — «Отдал тебе сердце»
- 2019 — «Моя планета» (feat. Коля Коробов)
- 2019 — «Алла» (feat. Коля Коробов)
- 2019 — «Подоконник на 6-м»
- 2020 — «Музыка для сна»
- 2020 — «Алёнка»
- 2020 — «Ты моя любовь»
- 2023 — «Богиня»
- 2023 — «В небо»
- 2023 — «Художник»
- 2023 — «Скажи «прощай»
- 2023 — «О чём ты думаешь?»
- 2024 — «Скажи «прощай»
- 2024 — «Прощай»
- 2024 — «Забудь меня»

### Клипы
- 2006 — «Лето»
- 2006 — «Русские забили»
- 2007 — «Алиса»
- 2007 — «Сейчас или никогда»
- 2008 — «Новая Русская Калинка»
- 2008 — «Забудь меня»
- 2010 — «Shout It Out»
- 2010 — «Бам-Бам»
- 2012 — «За твою любовь»
- 2012 — «Больше, чем любовь» (feat. Егор Крид)
- 2013 — «Золото манит нас» (feat. Бьянка)
- 2013 — «Первая» (совместно с С. Романовичем и Д. Нефёдовой, режиссёрская работа Алексея)
- 2013 — «Будь, пожалуйста, послабее» (режиссёрская работа Алексея)
- 2013 — «Почувствуй мою любовь» (саундтрек к телесериалу «Деффчонки», режиссёрская работа Алексея)
- 2014 — «Всегда буду с тобой» (саундтрек к телесериалу «Деффчонки», режиссёрская работа Алексея)
- 2015 — «Когда растает первый снег» (совместно с Христей)
- 2015 — «#ЯВДРОВА» (feat. Френды) (режиссёрская работа Алексея)
- 2015 — «Сумасшедшая» (режиссёрская работа Алексея)
- 2015 — «Девушка лучшего друга» (feat. Френды) (режиссёрская работа Алексея)
- 2016 — «Смотри, как я танцую» (feat. Френды) (режиссёрская работа Алексея)
- 2016 — «Счастлив сегодня и здесь» (режиссёрская работа Алексея)
- 2016 — «Письмо» (совместно с Марией Миа) (режиссёрская работа Алексея)
- 2016 — «Без тебя» (совместно с Артуром Тополевым) (режиссёрская работа Алексея)
- 2016 — «Ямайка» ( совместно с Колей Коробовым) (режиссёрская работа Алексея)
- 2016 — «О чем ты думаешь» (Романс на стихи Р. Рождественского) (режиссёрская работа Алексея)
- 2016 — «Самая красивая» (режиссёрская работа Алексея)
- 2016 — «Всегда буду с тобой» (feat. Френды) (режиссёрская работа Алексея)
- 2017 — «Я просто хочу приехать» (режиссёрская работа Алексея)
- 2017 —  «Будем танцевать» ( совместно с Колей Коробовым) (режиссёрская работа Алексея)
- 2017 — «Хочу быть с тобой» (совместно с Анной Семенович) (режиссёрская работа Алексея)
- 2017 — «Я тебя люблю» (режиссёрская работа Алексея)
- 2017 — «Я обещаю» (feat. Настя Кудри)
- 2018 — «Круглосуточно твой» (feat. Катя Блейри) (режиссёрская работа Алексея)
- 2018 — «Я хочу любви» (feat. Френды) (режиссёрская работа Алексея)
- 2018 — «Сумасшедшая История» (режиссёрская работа Алексея)
- 2018 — «С Новым Годом, мой ЛЧ» (feat. Виктория Дайнеко) (режиссёрская работа Алексея)
- 2019 — «Отдал тебе сердце» (режиссёрская работа Алексея)
- 2019 — «Моя планета» (feat. Коля Коробов) (режиссёрская работа Алексея)
- 2019 — «Алла» (feat. Коля Коробов) (режиссёрская работа Алексея)
- 2019 — «Подоконник на 6-м» (режиссёрская работа Алексея)
- 2020 — «Пляшем Я и Маша» (режиссёрская работа Алексея)
- 2020 — «Мама всё пройдёт» (режиссёрская работа Алексея)
- 2021 — «Колыбельная» (режиссёрская работа Алексея)
- 2021 — «Ты моя любовь» (режиссёрская работа Алексея)
- 2021 — «Не полюбит как я» (режиссёрская работа Алексея)
- 2022 — «Смотри» (режиссёрская работа Алексея)
- 2023 — «У твоего дома» (режиссёрская работа Алексея)
- 2023 — «Художник» (режиссёрская работа Алексея)
- 2024 — «Скажи прощай» (режиссёрская работа Алексея)
- 2024 — «Скажи прощай» (Альтернативная версия) (режиссёрская работа Алексея)
- 2025 — «Ты не один» (feat. Люся Чеботина) (саундтрек к телесериалу «Больше чем футбол», режиссёрская работа Алексея)

## Фильмография

### Актёрские работы
| Год       |     | Название                                                                | Роль                                                                    |
| --------- | --- | ----------------------------------------------------------------------- | ----------------------------------------------------------------------- |
| 2006—2007 | с   | Мечты Алисы                                                             | Алекс                                                                   |
| 2009      | тф  | Глухарь. Приходи, Новый год!                                            | Алекс                                                                   |
| 2009      | с   | Золото скифов                                                           | Глеб Большаков                                                          |
| 2009      | ф   | Москва.Ру                                                               | Виталий                                                                 |
| 2009      | тф  | Неоконченный урок                                                       | Игорь Чередняк                                                          |
| 2009      | ф   | Привет, киндер!                                                         | Максим Изотов                                                           |
| 2010      | с   | В лесах и на горах                                                      | Алексей Лохматый                                                        |
| 2010      | с   | Вторые                                                                  | Костя Карамышев                                                         |
| 2010      | с   | Классные мужики                                                         | Антонио Зайчиков                                                        |
| 2010      | с   | Медвежий угол                                                           | Сергей Рогов                                                            |
| 2010      | с   | Отдел                                                                   | Сима Волан                                                              |
| 2010      | ф   | Фобос. Клуб страха                                                      | Женя                                                                    |
| 2011      | тф  | Новогодняя sms-ка                                                       | Лёша                                                                    |
| 2011      | ф   | Треск                                                                   | Серый                                                                   |
| 2012—2018 | с   | Деффчонки                                                               | Сергей Звонарёв («Звонарь»), телезвезда                                 |
| 2012      | ф   | Самоубийцы                                                              | Алексей                                                                 |
| 2012      | тф  | Три дня лейтенанта Кравцова                                             | лейтенант Николай Кравцов                                               |
| 2012      | с   | Однажды в Ростове                                                       | Боб, московский стиляга, внук генерала                                  |
| 2013      | с   | Людмила                                                                 | Виктор Гридин, последний муж Людмилы Зыкиной                            |
| 2013      | ф   | Сокровища О.К.                                                          | Кирилл Николаев                                                         |
| 2013      | тф  | Три богатыря                                                            | Иван Царевич                                                            |
| 2013      | ф   | Три мушкетёра                                                           | лорд Винтер                                                             |
| 2013      | с   | Три мушкетёра                                                           | лорд Винтер                                                             |
| 2014      | с   | Екатерина                                                               | Станислав Август Понятовский                                            |
| 2014      | кор | Папа                                                                    | в титрах — Alex Sparrow                                                 |
| 2014      | ф   | Расшатанные нервы / Unstrung                                            | Николай                                                                 |
| 2015      | ф   | Ватиканские записи / The Vatican Tapes                                  | доктор Кулик                                                            |
| 2015      | ф   | Вставай и бейся / Florence Fight Club                                   | Серджио                                                                 |
| 2016      | с   | Гастролёры                                                              | Мишаня                                                                  |
| 2016      | с   | Тайна кумира                                                            | Руслан Волгин                                                           |
| 2017      | ф   | Горные огни / The Body Tree                                             | Эрик                                                                    |
| 2017      | ф   | Любовь с ограничениями                                                  | Иван                                                                    |
| 2018      | с   | Нереально / UnREAL                                                      | Алексей Петров                                                          |
| 2018      | с   | Шуберт                                                                  | Александр Андреевич Бертенёв («Шуберт»)                                 |
| 2019      | ф   | Навеки с тобой / Un’avventura                                           | Дункан (в титрах — Alex Sparrow)                                        |
| 2020      | с   | Космические силы / Space Force                                          | Юрий Телатович («Бобби»), русский наблюдатель (в титрах — Alex Sparrow) |
| 2020      | тф  | Чумовой Новый год!                                                      | Имя персонажа не указано                                                |
| 2021      | ф   | Живи своей жизнью                                                       | Стас                                                                    |
| 2022      | ф   | Маша и Дударай                                                          | Имя персонажа не указано                                                |
| 2022      | с   | Морская полиция: Спецотдел / NCIS: Naval Criminal Investigative Service | Максим Дуал                                                             |
| 2022      | ф   | Селфимания                                                              | Имя персонажа не указано                                                |
| 2023      | ф   | На Рубле без рубля                                                      | певец                                                                   |
| 2024      | с   | Брат и сестра                                                           | Вася                                                                    |
| 2024      | ф   | Небриллиантовая рука                                                    | Геннадий Петрович Козодоев (Геша)                                       |
| 2024      | ф   | Рейган / Reagan                                                         | Андрей Новиков                                                          |
| 2025      | ф   | Больше, чем футбол                                                      | Иванов                                                                  |
| 2025      | ф   | Ворожея (в производстве)                                                | Летавец, дух-соблазнитель                                               |
| 2025      | ф   | Лето будет общим (в производстве)                                       | Ясон                                                                    |

### Режиссёрские работы
- 2012 — 2018 — Деффчонки
- 2014 — Папа (короткометражка)
- 2022 — Селфимания / Selfiemania (новеллы «Ты супер», «Драгоценный камень»)

### Сценарные работы
- 2014 — Папа (короткометражка)
- 2022 — Селфимания / Selfiemania

### Продюсерские работы
- 2014 — Папа (короткометражка)

### Композиторские работы
- 2012 — 2018 — Деффчонки
- 2014 — Папа (короткометражка)
- 2015 — Христя
- 2015 — Вставай и бейся / Florence Fight Club
- 2016 — Чужой дом / Skhvisi sakhli
- 2017 — Живи своей жизнью
- 2022 — Селфимания / Selfiemania

### Монтажёрские работы
- 2015 — Вставай и бейся / Florence Fight Club

### Озвучивание
| Год  |    | Название            | Роль                       |
| ---- | -- | ------------------- | -------------------------- |
| 2009 | мф | Мульт личности      | Рашид Нургалиев            |
| 2014 | мф | Махни крылом        | Чижик / Сэм (главная роль) |
| 2017 | мф | Трио в перьях       | Ричард                     |
| 2018 | мф | Плюшевый монстр     | Лино (главная роль)        |
| 2019 | мф | Большое путешествие | тигр Амур                  |
| 2020 | мф | Полное погружение   | Дельфи (главная роль)      |
| 2023 | мф | Трио в перьях 2     | Ричард                     |

### Музыкальные награды
| Год  | Номинированная работа                     | Категория            | Результат |
| ---- | ----------------------------------------- | -------------------- | --------- |
| 2010 | «Забудь меня» (фильм «Неоконченный урок») | Лучший саундтрек     | Номинация |
| 2016 | «Сумасшедшая»                             | Лучшее мужское видео | Номинация |
| 2017 | «Самая красивая»                          | Лучшее мужское видео | Номинация |
| 2018 | «Я тебя люблю»                            | Лучшее мужское видео | Номинация |

| Год  | Номинированная работа                          | Категория                   | Результат |
| ---- | ---------------------------------------------- | --------------------------- | --------- |
| 2016 | «Сумасшедшая»                                  | Лучший видеоклип            | Победа    |
| 2017 | «Ямайка» — Алексей Воробьёв feat. Коля Коробов | Лучший дуэт                 | Номинация |
| 2017 | «Счастлив сегодня и здесь»                     | Лучший клип, снятый в Крыму | Номинация |